# لئونید هرابوفسکی
لئونید هرابوفسکی (اوکراینی: Леонід Олександрович Грабо́вський؛ زادهٔ ۲۸ ژانویهٔ ۱۹۳۵) آهنگساز، و مربی موسیقی اهل اوکراین است.